# خلیج مانیل

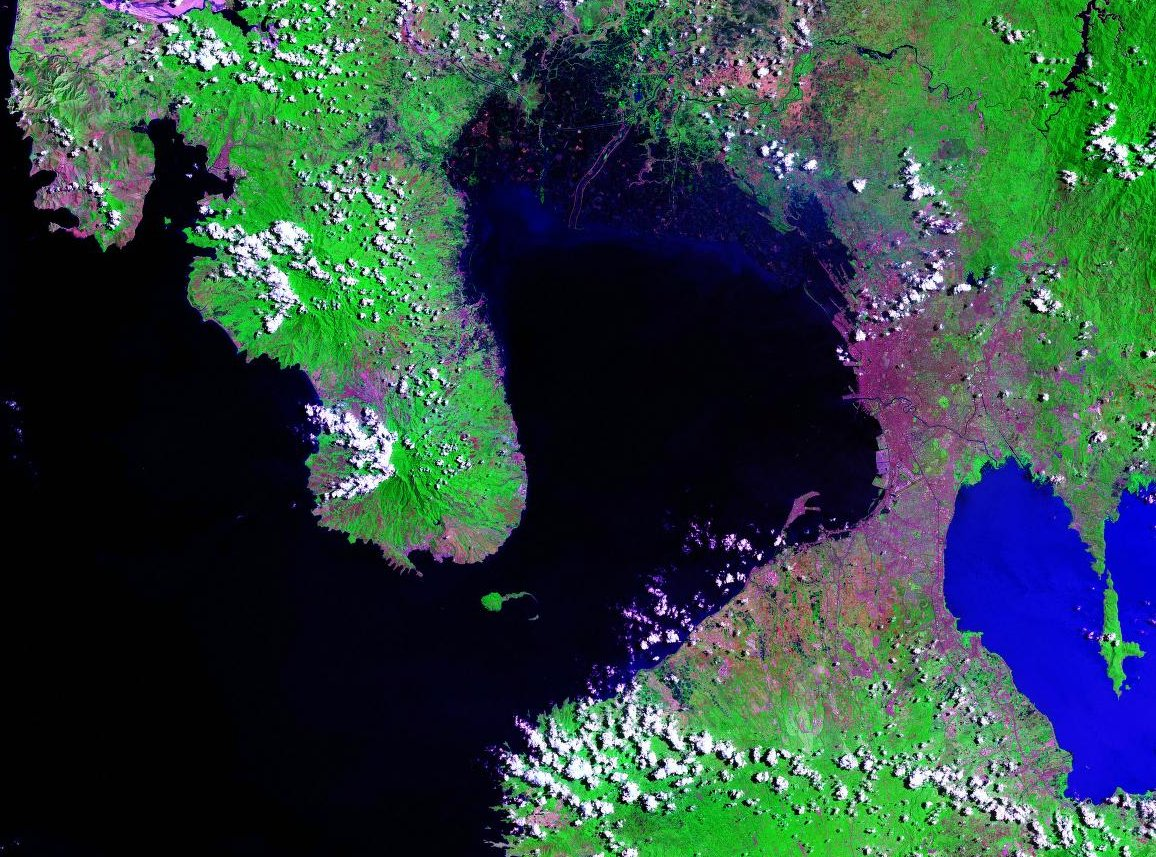
موقعیت خلیج مانیل

خلیج مانیل (انگلیسی: Manila Bay) بندرگاهی طبیعی در کشور فیلیپین است که در جزیره لوزون واقع شده است، این خلیج در یک موقعیت استراتژیک در اطراف شهر مانیل پایتخت فیلیپین دروازه تجارت کشورهای همسایه با این کشور است.
مساحت این خلیج ۱٬۹۹۴ کیلومتر مربع (۷۶۹٫۹ مایل مربع) و ۱۹۰ کیلومتر (۱۱۸٫۱ مایل) مرز ساحلی دارد، خلیج مانیل در غرب جزیره لوزون واقع شده است و از شرق توسط کاویته و مترو مانیل، از شمال توسط بولاکان و پامپانگا، و از غرب و شمال‌غربی توسط باتاآن محدوده شده است.